# Kanton Arras-Sud
Arras-Sud (Nederlands: Atrecht-Zuid) is een voormalig kanton van het Franse departement Pas-de-Calais. Het kanton maakte deel uit van het arrondissement Arras. In 2015 is het kanton opgeheven en is het verdeeld over  kanton Arras-1, kanton Arras-2 en kanton Arras-3.

## Gemeenten
Het kanton Arras-Sud bestond uit de volgende gemeenten:
- Achicourt
- Agny
- Arras (deels, hoofdplaats)
- Beaurains
- Fampoux
- Feuchy
- Neuville-Vitasse
- Tilloy-lès-Mofflaines
- Wailly